# Carmen Romero López

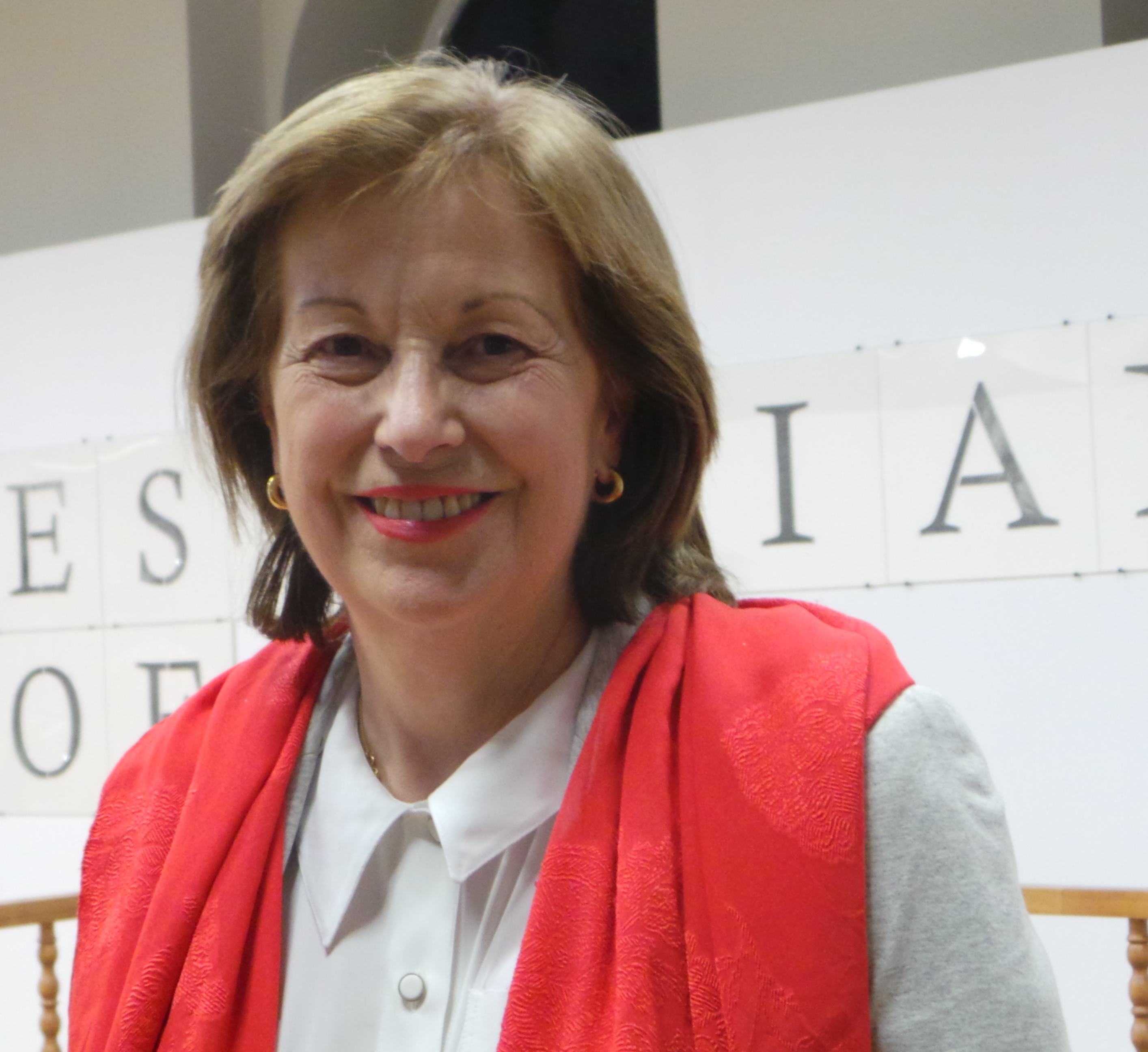
Carmen Romero Lopez 2016

María del Carmen Julia Romero López (* 15. November 1946 in Sevilla) ist eine spanische Politikerin der sozialistischen Partei PSOE und Mitglied des Europäischen Parlaments. Von 1969 bis 2008 war sie mit dem ehemaligen spanischen Ministerpräsidenten Felipe González verheiratet.

## Leben
Carmen Romero, Tochter eines Militärarztes, studierte Philologie an der Universität Sevilla, wo sie später auch als Hochschullehrerin für spanische Sprache und Literatur tätig war.
Noch während der Franco-Diktatur trat sie 1968 der damals verbotenen Partei PSOE bei, allerdings ohne zunächst in der Öffentlichkeit aktiv zu sein. 1977 bis 1987 war sie Mitglied des Leitungsausschusses der PSOE-nahen Gewerkschaft UGT.
Von 1982 bis 1996 lebte sie als Gattin des Ministerpräsidenten im Palacio de la Moncloa. Ab 1989 engagierte sie sich selbst verstärkt in der Politik und gewann bei den spanischen Parlamentswahlen dieses Jahres einen Sitz im Abgeordnetenhaus. Diesem gehörte sie bis zur Wahl 2004 an, bei der sie – ebenso wie ihr Mann – nicht mehr antrat.
Nach der Trennung von Felipe González Ende 2008 trat Carmen Romero bei der Europawahl in Spanien 2009 auf dem sechsten Platz der PSOE-Liste an und gewann einen Sitz im Europäischen Parlament.